# Juan José Angosto
Juan José Angosto (Cieza, 19 de agosto de 1985)  es considerado uno los mejores porteros de fútbol sala español. Actualmente milita en ElPozo Murcia y en la Selección de fútbol sala de España. Con la selección ha ganado la Eurocopa de fútbol sala de 2007, la Eurocopa de fútbol sala de 2010, la Eurocopa de fútbol sala de 2012 y la Eurocopa de fútbol sala de 2016.
Ha sido nombrado varias veces mejor portero de la LNFS. Tiene un pabellón en su nombre en su ciudad natal (Cieza, Murcia)

## Clubes
- Intec Murcia (2001-2002)
- ElPozo Murcia (2002-2003)
- Intec Murcia (2003-2004)
- ElPozo Murcia (2004-2010)
- Inter Movistar[5] (2010-2013)
- Santiago Futsal (2013-2014)
- SL Benfica[6] (2014-2016)
- FC Barcelona[7] (2016-2020)
- ElPozo Murcia (2020-Actualidad)